# Meißner Kantorei 1961
Die Meißner Kantorei 1961 ist ein überregionaler Chor für zeitgenössische Kirchenmusik. Der Chor gründete sich 1961 auf Initiative des Meißner Domkantors Erich Schmidt. Von 1981 bis 2017 wurde der Chor von Christfried Brödel geleitet. Seit 2018 hat Georg Christoph Sandmann die künstlerische Leitung.

## Entstehung
Im Sommer 1961 wurde der Chor vom Meißner Domkantor Erich Schmidt als Projektchor zur Aufführung des Ezzolieds von Willy Burkhard gegründet. Unter der Leitung von Schmidt wurden in den folgenden Jahren Werke zahlreicher zeitgenössischer Komponisten uraufgeführt, darunter von Volker Bräutigam, Kurt Hessenberg und Manfred Weiss. Einen besonderen Höhepunkt bildete die Uraufführung von Wolfgang Hufschmidts Meißner Te Deum im Meißner Dom mit Texten von Günter Grass im Jahr 1968. Im Jahr darauf wurde Kurt Hessenbergs Gleichnis vom großen Abendmahl uraufgeführt.
1981 übernahm der damalige Chorpräfekt Christfried Brödel die Leitung der Meißner Kantorei, die er bis 2018 innehatte. Seitdem besteht die Verbindung zu Meißen nur noch im Namen des überregionalen Chores. Nach wie vor bildet die zeitgenössische Kirchenmusik den Programmschwerpunkt des Ensembles. Auch unter Brödel tritt die Meißner Kantorei regelmäßig mit Uraufführungen zeitgenössischer Kompositionen, beispielsweise von Dieter Acker, Hans Darmstadt oder Wilfried Jentzsch, in Erscheinung. Im Jahr 1998 übertrug der MDR die Uraufführung des Requiems für einen polnischen Jungen von Dietrich Lohff durch die Meißner Kantorei 1961. Besonders bemerkenswert ist die Uraufführung zahlreicher Kantaten aus dem Zyklus Das geistliche Jahr des Dresdner Komponisten Jörg Herchet.
Nach 1989 tritt der Chor auch über die Grenzen der DDR hinaus in Erscheinung, so führte die jährlich stattfindende Sommerreise unter anderem in die Niederlande, nach Polen, Österreich und Ungarn.
Seit 2018 ist Georg Christoph Sandmann künstlerischer Leiter der Meißner Kantorei. Die Probenarbeit des Chores findet überwiegend in Dresden statt.

## Diskografie
- 2018: Jörg Herchet: Das geistliche Jahr 4, Weihnachtsoratorium, Querstand VKJK 1817
- 2015: Jörg Herchet: Das geistliche Jahr 3, 3 Kantaten, Querstand VKJK 1706
- 2013: Jörg Herchet: Das geistliche Jahr 2, 4 Kantaten, Querstand VKJK 1307
- 2012: Jörg Herchet: Das geistliche Jahr 1, 4 Kantaten, Querstand VKJK 1113
- 2008: Hans Peter Türk: Siebenbürgische Passionsmusik für den Karfreitag, Dabringhaus & Grimm MDG 902 1554-6
- 2001: Günter Neubert: Laudate Ninive, Querstand VKJK 0116
- 1999: Dietrich Lohff: Requiem für einen polnischen Jungen, GegenKlang LC 05699